# Чагин, Алексей Михайлович
Алексей Михайлович Чагин (род. 1971) — российский военный; Герой Российской Федерации (1998).

## Биография
Родился 4 июля 1971 года в Ярославле. Русский. Учился в школе № 11 г. Ярославля. Увлекался боксом, занимал вторые и третьи места на всероссийских и всесоюзных юношеских соревнованиях. Окончил Ярославский политехнический институт (имевший военную кафедру) в 1993 году. Работал на Ярославском моторном заводе инженером-конструктором.
В 1996 году по собственному желанию призван на воинскую службу офицером-двухгодичником. Лейтенант Чагин служил командиром 2-го взвода разведывательной роты 429-го мотострелкового полка (в/ч 01860) в Северо-Кавказском военном округе. В 1998 году по собственной просьбе вновь зачислен в кадровый офицерский состав и назначен командиром группы антитеррора.
16 апреля 1998 года группа старшего лейтенанта Чагина сопровождала генералов и офицеров Генерального штаба и штаба Северо-Кавказского военного округа, проверяющих опорный пункт Малгобек. Передвижение осуществлялось колонной из трёх машин («уазик» — автобус с бойцами — «уазик»), в которых находилось 20 человек. Около 9 утра на административной границе Северной Осетии и Ингушетии у перевала Хурикау Сунженского хребта (дорога Малый Малгобек — Старый Батакоюрт) в условиях плотного тумана колонна попала в засаду численностью в десять — двадцать человек (снайперы, автоматчики, два гранатомётчика).
В первых двух машинах на месте погиб генерал-майор Виктор Прокопенко, получили ранения генерал-лейтенант Николай Мухин, полковник Владимир Бандура, сержант Дмитрий Волков, младший сержант Сергей Сапожников, рядовые Виктор Воеводин и Владимир Дрындин. Чагин умело руководил подчинёнными, боевики получили отпор и отступили. Алексей Михайлович организовал пеший отход к ближайшему блок-посту и вынос раненых.
Оказалось, что пропала третья машина. Были снаряжены поиски. Чагин с двумя бойцами на КамАЗе местного жителя двигался первым. По дороге грузовик без предупреждения был обстрелян из крупнокалиберного пулемёта встречным БТРом местной милиции, экипаж которого принял грузовик с чеченскими номерами и людьми в камуфляже за боевиков. Рядовой Максим Шмальц погиб на месте, сержант Виталий Гавриленко был ранен. Чагин получил тяжёлые ранения обеих ног, груди и головы, сумев, однако, подать сигнал о прекращении стрельбы. В Моздокском госпитале ему была произведена ампутация обеих ног.
Впоследствии выяснилось, что пропавшая машина отстала из-за тумана и была расстреляна боевиками. Все находившиеся в ней погибли: полковники Сергей Гречин и Виктор Еремеев, рядовой Виктор Олейников. Организаторы и исполнители нападения и пути утечки информации о поездке остались неизвестны.
За мужество и героизм, проявленные при выполнении воинского долга, Указом Президента Российской Федерации от 6 июля 1998 года старшему лейтенанту Чагину Алексею Михайловичу присвоено звание Героя Российской Федерации, а также досрочно — воинское звание «капитан».
Около года лечился в госпиталях. При помощи Министра обороны Российской Федерации Маршала Российской Федерации И. Д. Сергеева были куплены хорошие протезы. В госпитале был посещён легендарным Героем Советского Союза Алексеем Маресьевым. Выучился ходить, заниматься спортом, прыгать с парашютом.
Продолжил службу. С 1999 года Чагин — старший офицер 4-го отделения Дзержинского военного комиссариата города Ярославля. С 2002 года майор Чагин уволился в запас.
Живёт в Ярославле. Ведёт общественную работу: входит в правление ярославской региональной организации ветеранов боевых действий в Чеченской Республике «Защитник», является членом Общественной палаты Ярославля и координационного совета при губернаторе области по делам ветеранов войны и военной службы, руководит ярославским отделением Российской ассоциации Героев, занимается патриотическим воспитанием молодёжи.
В 2024 году являлся доверенным лицом кандидата в президенты России Владимира Путина.